# Laureola longispina
Laureola longispina is een pissebed uit de familie Armadillidae. De wetenschappelijke naam van de soort is voor het eerst geldig gepubliceerd in 1956 door Barnard.